# كاني آل فينتو (رواية)
Canne al vento (بالإيطالية: Reeds in the Wind، أي "قصب في مهبّ الريح") هي رواية شهيرة للأديبة الإيطالية غراتسيا ديليدّا (Grazia Deledda)، الحائزة على جائزة نوبل في الأدب عام 1926. تُعتبر هذه الرواية من أبرز أعمالها وأكثرها تأثيرًا، وقد نُشرت لأول مرة عام 1913.
كالعديد من كتاباتها الأخرى، تدور أحداث الرواية حول ثيمة مركزية تتكرر في أدبها، وهي "الشغف غير الحكيم" أو "العاطفة المضلّلة"، وما ينجم عنها من صراعات داخلية ومآزق أخلاقية. تجري الوقائع في بيئة سردينية (نسبة إلى جزيرة سردينيا)، حيث تستلهم الكاتبة فضاءات الريف وتقاليده الصارمة، وتعكس من خلالها توترات الهوية، والقدر، والدين، والشرف.
يحمل عنوان الرواية طابعًا رمزيًا عميقًا: فـ*"القصب في مهبّ الريح"* يُجسّد الهشاشة البشرية أمام قوى الحياة والمجتمع والقدر، وهي فكرة وجودية ترافق النص من بدايته إلى نهايته 
بعد أن نُشرت بشكلٍ متسلسل في مجلة L'Illustrazione Italiana بين 13 و27 يناير 1913، صدرت رواية Canne al vento لاحقًا في طبعة مجلّدة عن دار النشر فراتيلي تريفيز (Fratelli Treves) في مدينة ميلانو. وتُعتبر هذه الرواية العمل الأكثر شهرة وتمثيلًا لأسلوب ومواضيع الكاتبة غراتسيا ديليدّا.

يحمل عنوان الرواية دلالة رمزية قوية، إذ يُشير إلى هشاشة الإنسان وضعفه أمام القوى التي تفوق إرادته، سواء أكانت قدرًا، أو أعرافًا اجتماعية، أو دوافع داخلية. وهذه الفكرة لم تكن جديدة في أدب ديليدّا، بل سبق أن ظهرت في عملها السابق Elias Portolu (1900)، في العبارة التالية:
"Uomini siamo, Elias, uomini fragili come canne, pensaci bene. Al di sopra di noi c'è una forza che non possiamo vincere."
«نحن بشر، إلياس، هشّون مثل القصب، فكر جيدًا. فوقنا قوة لا يمكننا أن نغلبها.»
تعكس هذه الكلمات جوهر رؤية ديليدّا الوجودية–الأخلاقية، حيث الإنسان، رغم نواياه أو تديّنه أو مقاومته، يظل معلّقًا بين الرغبة والواجب، بين الشغف والقدر، بين الذات والمجتمع.
نُشرت الترجمة الإنجليزية لرواية Canne al vento سنة 1999 تحت عنوان "Reeds in the Wind"، وقد أنجزت الترجمة مارثا كينغ (Martha King).
أتاحت هذه الترجمة لأول مرة لجمهور القراء الناطقين بالإنجليزية الاطلاع على واحدة من أبرز روائع الأدب الإيطالي الحديث، وفتحت المجال لتقدير أعمق لإسهام غراتسيا ديليدّا في الأدب العالمي، خصوصًا من حيث تصويرها الدقيق للبيئة السردينية، وللصراعات الإنسانية ذات الطابع الكوني المرتبطة بالقدر، والدين، والشرف، والهوية.

## عن العمل
تتناول رواية Canne al vento عدة ثيمات رئيسية تتقاطع فيها الأبعاد الاجتماعية والثقافية، من أبرزها: الفقر، والشرف، والخرافة. وتُشكّل هذه المواضيع خلفية قوية لرسم ملامح سردينيا الريفية في بدايات القرن العشرين، كما رصدتها غراتسيا ديليدّا بعين نقدية وبأسلوب أدبي مفعم بالتأمل.
تصوّر الرواية سردينيا كأرض مزدوجة الهوية:
- من جهة، مجتمع ساكن في ظاهره، غارق في تقاليد متجذرة منذ آلاف السنين،
- ومن جهة أخرى، أرض تشق طريقها نحو التحديث الصناعي والتكنولوجي، في محاولة للحاق بالعالم المتغيّر.

وعلى عكس العديد من الأدباء المعاصرين لها الذين ركّزوا على الجانب التقني أو الوجودي للحداثة—وخاصة تأثيرها في السياقات الغربية—فقد كانت ديليدّا أكثر حساسية تجاه البُعد الثقافي لهذا التحوّل. لقد انشغلت بفهم ما يُحدثه التقدم من اضطراب في البنية الرمزية للمجتمع، لا فقط في مظاهره الاقتصادية أو السياسية.
ويظهر هذا التوجّه في الطريقة التي صوّرت بها المجتمع الجزيري (السرديني) في رواياتها، حيث يبدو التوتر بين الماضي والمستقبل، بين القدر والتغيير، بين الأعراف والحرية حاضرًا بقوة. فـCanne al vento ليست فقط رواية عن الأفراد، بل أيضًا عن مجتمع في مفترق طرق حضاري، يُعاني من تأثيرات التغيير العميق على هويته الجمعية.
Canne al vento ليست رواية تُروى لمجرّد الحكي، ولا هي حبيسة حدود جزيرة سردينيا. بل إنها، رغم تجذّرها في الفضاء السرديني المحلي، تنفتح على أبعاد إنسانية وجغرافية أوسع.
فالقضايا التي تطرحها—مثل الفقر، والصراع الطبقي، والتحولات الثقافية، وتوتر العلاقة بين الماضي والتحديث—لم تكن حكرًا على سردينيا، بل كانت تعكس ما تعيشه إيطاليا في بدايات القرن العشرين، بل وتمتد رمزيًّا إلى الواقع العالمي برمّته في تلك المرحلة.
من هذا المنظور، فإن سردينيا، كما صوّرتها غراتسيا ديليدّا، ليست مجرد خلفية جغرافية، بل هي مرآة لعالم أوسع، حيث تنطبق نفس الصراعات والمآزق الوجودية على مجتمعات أخرى تمرّ بتجربة التحديث والقطيعة مع التقاليد.
إنها رواية عن الإنسان في مواجهة التحوّل، عن هشاشته في مهبّ التغيير، ولذلك يتجاوز أثرها الزمان والمكان، لتصبح عملًا أدبيًا كوني النزعة، رغم خصوصيته الثقافية.

## حبكة
تقع أحداث رواية Canne al vento في قرية سردينية تُدعى "غالتي" (Galte)، غير بعيدة عن مصبّ نهر سيدرينو (Cedrino) على الساحل التيراني. هناك تعيش عائلة بينتور النبيلة، المكوّنة من الأب "دون تزامي" وزوجته وأربع بنات، في منزل يُخَيَّم عليه الصمت والانضباط والخوف.
دون تزامي، رب الأسرة، يوصف بأنه أحمر مثل الشيطان وعنيف مثله؛ رجل متكبّر، متسلّط، وغارق في هوس الشرف والمكانة الاجتماعية داخل القرية. زوجته وبناته، اللواتي يُفنين أعمارهنّ في أعمال البيت، ممنوعات من الخروج أو التفاعل مع العالم الخارجي. وحدها ليا، الابنة الثالثة، تتمرّد على هذا الواقع.

### تمرد ليا:
ليا ترفض القيود الأبوية، وتهرب إلى البر الإيطالي، حيث تصل إلى مدينة تشيفيتافيكيا، تتزوج هناك وتنجب طفلًا، غير أنها تموت لاحقًا. هذا الحدث يُمثّل فضيحة أخلاقية كبرى في نظر والدها، ويُقال إنه يفقد صوابه جرّاء الصدمة:
"خيّم ظل الموت على المنزل؛ لم تشهد العائلة قط فضيحة مماثلة؛ لم يحدث أبدًا أن تهرب فتاة نبيلة ومهذبة مثل ليا بهذا الشكل."

### الموت الغامض:
لاحقًا، يُعثر على دون تزامي ميتًا بطريقة غامضة على جسر مدخل القرية. لم يُعرف إن كانت حادثة أو جريمة قتل. هذا الحدث يُشكّل خلفية درامية صاخبة للأحداث اللاحقة في الرواية.

### دخول حفيد العائلة:
كل ما سبق يُروى خلفيًا ضمن الحبكة، حيث تبدأ القصة فعليًا من لحظة قدوم جياشينتو، ابن ليا، إلى منزل آل بينتور، ليعيش مع عماته. من هذه النقطة، تبدأ الرواية في تفكيك الماضي، واستكشاف تبعاته النفسية والاجتماعية على من تبقّى من أفراد العائلة.
هذه الخلفية تكشف كيف توظّف ديليدّا العائلة كمسرح للصراع بين الشرف والتقاليد من جهة، والحرية والرغبة في الحياة من جهة أخرى، في مجتمع تحكمه الخرافة والرتابة والتسلّط الأبوي، بينما التغيير يزحف في الخلفية، بهدوء مدمر.
تبدأ حبكة رواية Canne al vento بعد مرور عدة سنوات على الأحداث التأسيسية، حيث نجد بنات آل بينتور الثلاث—روث، وإيستر، ونعومي—وقد شاخت بهنّ السنون، يعشن في منزل متداعٍ فقد شيئًا فشيئًا هيبته، مثلما فقدن هنّ أيضًا إشراقهنّ وشغفهنّ بالحياة. وعلى الرغم من أنهن ما زلن يمتلكن ضيعة صغيرة، إلا أن مدخولها لا يكاد يكفي لمعيشتهن البسيطة.
تمرّ أيامهنّ في حزن كئيب ومُنهك، يُهدّد ما تبقّى من كبريائهنّ وكرامتهنّ الطبقية. وبينما تُظهر نعومي أحيانًا بعضًا من العزة والرفض الخافت لهذا الانهيار، فإن شقيقتيها الأكبر، روث وإيستر، قد أرهقتهما الحياة، واستسلمتا للحرمان والضمور الاجتماعي.

### إفّيس، الخادم المخلص والمذنب
يعيش معهن الخادم "إفّيس" (الاسم مشتق من "أفيزيو"، شفيع مدينة كالياري)، الذي يكنّ لهنّ ولاءً عميقًا ومشحونًا بالذنب. ففي الحقيقة، كان هو من قتل دون تزامي، والد البنات، في محاولة لمساعدة ليا على الفرار، تلك التي كان يحمل تجاهها مشاعر قريبة من الحبّ الصامت والمكبوت.
يحلم إفّيس بعودة الازدهار إلى بيت آل بينتور، ويرى في ذلك نوعًا من الخلاص الرمزي والتكفير عن الذنب. هذا الأمل يبدأ في التحقق مع وصول جياشينتو، حفيد دون تزامي، وابن ليا، إلى القرية.

### دخول جياشينتو وتحول التوازن
يُشعل قدوم جياشينتو تغيّرًا كبيرًا في جو القرية، ويُثير مشاعر متناقضة بين أهلها، بين من يرى فيه تهديدًا للماضي، ومن يجد فيه أملًا جديدًا. أما في بيت آل بينتور، فوجوده يُعيد ديناميكية الحياة والأمل، ويُحرّك الساكن، ويجعل الماضي القاتم يفسح المجال شيئًا فشيئًا إلى توازن جديد تُعيد فيه المحبة والقبول تشكيل العلاقات.
بذلك، تُنهي Canne al vento سردها على نغمة تحول داخلي هادئ لكنه عميق، حيث تصبح المحبة والتسامح والتغيير أدوات مقاومة في وجه القَدَر، والانحدار، والذاكرة المؤلمة. في هذا السياق، يظهر البيت القديم لا كمكان فقط، بل كـرمز لهوية متزعزعة تبحث عن ولادة ثانية.

## في الثقافة الشعبية
في عام 1958، قامت هيئة الإذاعة والتلفزيون الإيطالية RAI بإنتاج مسلسل تلفزيوني مقتبس من رواية Canne al vento، ليُعرض على الجمهور الإيطالي عبر شاشاتها.
يُعد هذا العمل من أوائل المحاولات لتحويل أدب غراتسيا ديليدّا إلى الشاشة الصغيرة، وقد ساهم في تعريف جمهور أوسع بإرثها الأدبي، خاصة في فترة كان فيها التلفزيون الإيطالي في بداياته الأولى كمحرك ثقافي واجتماعي.
هذا التكييف البصري أعاد إحياء أجواء سردينيا الريفية كما رسمتها الرواية: عالم مشحون بالتقاليد، والشرف، والذنب، والمصير، وجعلها أكثر قربًا من مخيلة المشاهد، مُجسِّدًا الصراع الإنساني في بيئة جغرافية وثقافية ذات طابع خاص.

## روابط خارجية
- Canne al vento على ويكيميديا كومنز (بالإيطالية)
- كاني آل فينتو public domain audiobook at LibriVoxكتاب (بالإيطالية)